# Bye Bye Nerdie
Bye Bye Nerdie, titulado Hasta lueguito cerebrito en España y Los motivos del abusón en Hispanoamérica, es un episodio perteneciente a la duodécima temporada de la serie animada Los Simpson, emitido por primera vez en Estados Unidos el 11 de marzo de 2001 y el 21 de octubre de 2001 en Hispanoamérica. Fue escrito por Don Payne y John Frink, dirigido por Lauren MacMullan y la estrella invitada fue Kathy Griffin como Francine. En el episodio, una nueva alumna entra en la Escuela Primaria de Springfield, y pronto comienza a golpear a todos los alumnos inteligentes pero en particular a Lisa. 

## Sinopsis
Todo comienza cuando, en un día normal de escuela, cuando Marge decide enviar a sus hijos a la escuela ya que éstos se levantaron muy tarde pero el autobús ya se había ido. Cuando finalmente Marge alcanza al autobús, les ordena a sus hijos que suban al autobús a pesar de que ya habían llegado a la escuela. Tan pronto suben al vehículo, Otto se olvidó recoger a un nuevo estudiante por lo que regresa con el autobús por el nuevo estudiante. 
Cuando Otto llega a su destino, resulta que el nuevo estudiante es una niña llamada Francine. Lisa nota que la nueva alumna es vista muy mal por lo que trata de hacerse su amiga. En su intento, es golpeada por Francine, dejándole el ojo morado. Siguiendo los consejos de Marge, Lisa sigue intentando hablar con Francine, buscando intereses comunes; sin embargo, la niña sólo la golpea o la maltrata. 
Mientras tanto, Homer es invadido por una vendedora de productos de seguridad para bebés. Aunque la vendedora probaba sus teorías, Homer la echa porque piensa que es muy caro lo que vende. Tras esto, Homer decide combatir la inseguridad de Maggie y otros bebés, ofreciendo un servicio de seguridad para bebés con lo que gana mucho dinero. 

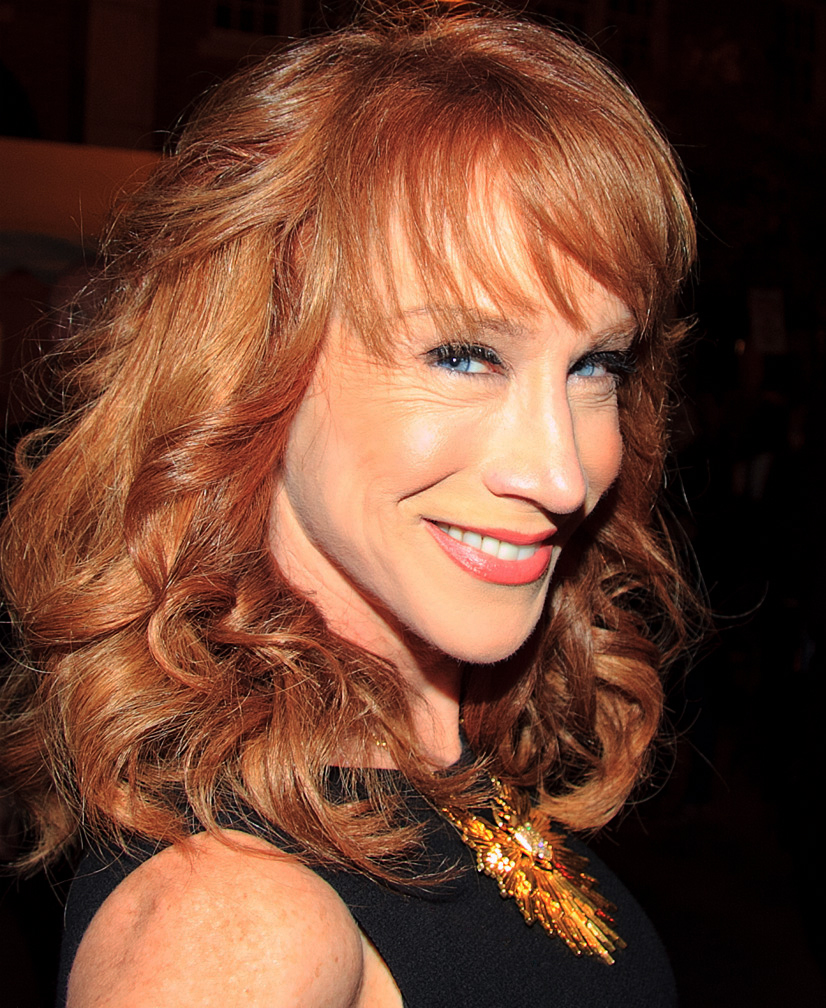
La actriz Kathy Griffin apareció en el episodio como la matona "Francine"

Un día, Lisa decide investigar por qué Francine la golpeaba mucho. De repente, nota que no sólo la golpeaba a ella, sino a los nerds (niños inteligentes e inadaptados). Luego de ver unos videos, Lisa llega a la conclusión de que un aroma que despedían los nerds (mezcla de remedio para el asma, puntas de lápices, químicos, otros, etc.) atraía a los bravucones, y provocaba que golpeen a quienes tuvieran ese aroma. 
Por otra parte, Homer goza de la buena vida como vendedor de productos de seguridad para bebés pero mira la televisión y nota que muchas personas salían afectadas por su trabajo (doctores, empresarios, trabajadores, etc), personas que se beneficiaban de los daños infantiles. Tras esta noticia, Homer renuncia a su trabajo y le pide a los niños que hagan travesuras a fin de que todos los afectados vuelvan a trabajar. 
En una feria de ciencias en donde diferentes científicos competían presentando proyectos, para ganar un premio, Lisa se presenta y expone su teoría del por qué de los abusones golpean a los astutos. Su teoría es cuestionada por los expertos pero para probar que tenía razón. Presenta a Francine, quien fue enjaulada por sus propios padres como su experimento. Para que esto sea verídico, Lisa pide al profesor Frink, soltar a Francine, cuando Francine es liberada y está a punto de atacarla a Lisa, Lisa se coloca una sustancia en su ropa, lo que hace desaparecer su aroma a "nerd", volviendo inofensiva a Francine. Por su "repelente" contra los abusones, Lisa gana el primer premio. Con el premio ganado, Lisa quiere irse con su familia, pero nota que Francine empieza a agredir a todos los científicos, (como ellos también eran nerds) y como su "repelente" se había terminado, no había forma de detenerla pero sus padres prefieren dejarla así ya que se cansaría fácilmente. 
El episodio termina con Francine atacando a todos los científicos y cuando empieza a oler en dirección al televidente, decide atacarlo (truco de televisión).